# Pitanga (ort)
Pitanga är en ort i Brasilien.   Den ligger i kommunen Pitanga och delstaten Paraná, i den södra delen av landet, 1 100 km söder om huvudstaden Brasília. Pitanga ligger 889 meter över havet och antalet invånare är 18 652.
Terrängen runt Pitanga är platt. Det finns inga andra samhällen i närheten.
I omgivningarna runt Pitanga växer huvudsakligen savannskog. Runt Pitanga är det ganska glesbefolkat, med 22 invånare per kvadratkilometer.